# Дгебуадзе Кахабер Віссаріонович
Кахабер Віссаріонович Дгебуадзе (груз. კახაბერ დგებუაძე, (нар. 26 лютого 1972, Гагра) — колишній грузинський футболіст (пізніше прийняв українське громадянство), який виступав на позиції нападника. Відомий за виступами за низку українських клубів вищої, першої та другої ліг, нетривалий час грав також у Білорусі. Після закінчення футбольної кар'єри проживає у Тернополі та займається бізнесом.

## Клубна кар'єра
Кахабер Дгебуадзе народився в Гагрі. Футбольну кар'єру розпочав у команді «35-СТУ», яка представляла Грузинський технічний університет, у першому незалежному чемпіонаті Грузії в 1990 році в другому дивізіоні грузинського футболу. За кілька років грузинський нападник переїхав до України, і в сезоні 1993—1994 року виступав за друголігову команду «Металург» із Костянтинівки (яка у той час була фарм-клубом донецького «Шахтаря»). Наступною командою грузинського нападника в Україні став друголіговий херсонський клуб «Водник», у якому Дгебуадзе грав у першій половині сезону 1994—1995, а вже в другій половині сезону грузин повернувся у Донецьку область, і до кінця сезону грав за макіївський клуб «Бажановець».
З початку сезону 1995—1996 років Кахабер Дгебуадзе розпочав виступи за шахтарський «Шахтар», який із середини сезону перебазувався в Донецьк і був перейменований у «Металург». Протягом сезону колишній периферійний клуб зайняв лідируючі позиції у групі «Б» другої ліги, і за підсумками року вийшов на друге місце у групі. Це не давало права на безпосередній вихід до першої ліги, але у зв'язку із вибуттям із чемпіонату кременчуцького «Нафтохіміка» у першій лізі з'явилось додаткове місце. яке розіграли команди, що зайняли друге місце в двох групах другої ліги. У цьому матчі «Металург» переграв херсонський «Кристал» з рахунком 3-1, і також вийшов у першу лігу. У цьому сезоні Кахабер Дгебуадзе був одним із основних футболістів оновленої донецької команди, і втратив стабільне місце в основі лише під кінець першості. У цьому чемпіонаті Дгебуадзе зіграв 35 матчів, у яких відзначився 5 забитими м'ячами Наступний сезон грузинський форвард в донецькій команді розпочав із стикового матчу з «Кристалом», у якому вийшов на заміну на 76 хвилині матчу. Але у цьому чемпіонаті, який став для донецької команди переможним у лізі, і за результатами якого команда вийшла до вищої ліги, Дгебуадзе вже не був основним гравцем команди, і зіграв лише 16 матчів у першому колі чемпіонату, переважно задовільняючись виходами на заміну. Після першого кола першості грузинський нападник вирішив покинути «Металург».
На початку 1997 року Кахабер Дгебуадзе нетривалий час грав за білоруський клуб «Трансмаш», який після виходу до найвищого білоруського дивізіону швидко об'єднався із сильнішим клубом із Могильова — «Дніпром». Після нетривалого перебування в Білорусі повернувся в Україну, де грав за єнакіївський клуб «Південьсталь», спочатку в аматорській першості, а потім у другій українській лізі. З початку 1998 році Дгебуадзе грав за інший друголіговий клуб — хмельницьке «Поділля». За підсумками сезону 1997—1998 команда виграла групу «А» другої ліги, а пізніше і перехідний турнір за вихід до першої ліги. Дгебуадзе гра у більшості матчів цього чемпіонату, а також у обох матчах перехідного турніру. Першу половину сезону 1998—1999 грузин був основним гравцем «Поділля» і в першій лізі, а з початку 1999 року Кахабер Дгебуадзе став гравцем вищолігового клубу — тернопільської «Нива». у команді на той час було багато грузинських легіонерів, і гра деяких із них часто викликала нарікання місцевих уболівальників, але до гри Дгебуадзе таких претензій виникало мало. Грузинський футболіст грав за тернопільський клуб до кінця 2000 року, а з початку 2001 року став гравцем луцької команди, яка на той час носила назву СК «Волинь-1». Зігравши за клуб лише половину сезону 2000—2001, Дгебуадзе став кращим бомбардиром лучан у сезоні, відзначившись 7 разів у 16 зіграних у чемпіонаті матчах. Наступний сезон Кахабер Дгебуадзе розпочинає у луцькій команді, але клуб значно посилився, і грузинський форвард уже не відігравав такої ролі в команді. Зігравши у першій половині сезону 15 матчів, у яких йому вдалось двічі відзначитись забитими м'ячами, Дгебуадзе покидає луцький клуб, і з початку 2002 року грає у клубі «Вінниця» з однойменного міста в першій лізі. За рік грузинський форвард відіграв за вінничан 30 матчів, у яких відзначився 4 забитими м'ячами, і завершив виступи на футбольних полях.

## Після завершення футбольної кар'єри
Після завершення виступів на футбольних полях Кахабер Дгебуадзе оселився в Тернополі. Згідно з його сторінкою в соціальній мережі, колишній футболіст займається бізнесом у сфері алкогольних напоїв. Кахабер Дгебуадзе є одним із керівників грузинської общини Тернополя.